# Vlora megye

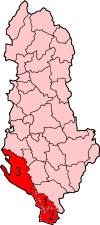
Vlora megye
1 – Delvina kerület
2 – Saranda kerület
3 – Vlora kerület

Vlora megye (albánul: Qarku i Vlorës) Albánia tizenkét megyéjének egyike. A Delvina, Saranda és Vlora kerületekből álló közigazgatási egység székhelye Vlora.

## Delvina kerület(Rrethi i Delvinës)
A kerület népessége 11 000 fő (2004, becslés), területe 367 km², székhelye Delvina. A Bistrica folyó szeli át kelet–nyugati irányban, a ritkán lakott kerület nyugati fele dombvidék, míg keleti része a Gjera-hegység lankáin terül el. A lakosság közel fele görög nemzetiségű. A terület mezőgazdasága és ipara jelentéktelen, nagy a munkanélküliség. A rendszerváltást követő gazdasági krízisben a lakosság mintegy 40%-a kivándorolt Görögországba.

## Saranda kerület(Rrethi i Sarandës)
A kerület népessége 35 000 fő (2004, becslés), területe 730 km², székhelye Saranda. Egyéb városa Konispol. A Jón-tenger partján, Korfu szigetével szemben terül el, délkeleti irányból Görögország határolja. Nagyszámú görög és kevés aromun nemzetiségű él a kerületben. Gazdasága a turizmuson alapul: az Albán-Riviéra déli szakasza kedvelt üdülőterület, valamint itt található Albánia egyik világörökségi helyszíne, Buthróton romvárosa is.

## Vlora kerület(Rrethi i Vlorës)
A kerület népessége 147 000 fő (2004, becslés), területe 1609 km², székhelye Vlora. Egyéb városa Himara. A Jón-tenger partján fekvő kerület partvidéki része, a Himara (vidék) hegyláncaitól övezett Albán-Riviéra az ország legkedveltebb üdülőhelye. Nagyszámú görög nemzetiség lakja Himara környékét. A kerület székhelye jelentős kikötőváros és kereskedelmi-gazdasági központ számottevő iparral, környékén bányászattal. A kerület mezőgazdasága és halászata hasonlóan jelentős, az utóbbi években pedig a turizmus, a szolgáltatóágazat is fejlődésnek indult.
1. ↑  Thomas Brinkhoff: Albania: Prefectures and Major Cities - Population Statistics, Maps, Charts, Weather and Web Information. Citypopulation.de . [2022. november 20-i dátummal az eredetiből archiválva]. (Hozzáférés: 2024. július 20.)